# Henry James Clark
Henry James Clark (* 22. Juni 1826 in Easton, Massachusetts; † 1. Juli 1873 in Amherst, Massachusetts) war ein US-amerikanischer Zoologe und Botaniker an der Harvard University.
Clark erwarb 1848 an der New York University einen Bachelor. Anschließend arbeitete er als Lehrer in White Plains, New York. 1850 ging er an die Harvard University, um dort bei Asa Gray Botanik und bei Louis Agassiz Zoologie zu studieren, gab aber noch zumindest vorübergehend in Westfield, Massachusetts, Unterricht. 1854 erhielt Clark von der Lawrence Scientific School der Harvard University einen Bachelor of Science und arbeitete anschließend als Assistent von Agassiz. Er fertigte für dessen Contributions to the Natural History of the United States zahlreiche mikroskopische Schnitte und Zeichnungen an.
1860 erhielt Clark eine Stellung als Adjunct Professor in Harvard, geriet aber 1863 in Streit mit Agassiz. 1864 hielt Clark Vorlesungen am Lowell Institute, einer Bildungseinrichtung in Boston, Massachusetts. 1866 erhielt er am Agricultural College of Pennsylvania (heute Pennsylvania State University) eine Professur für Botanik, Zoologie und Geologie. 1869 wechselte er als Professor für Naturgeschichte an die University of Kentucky, 1872 als Professor für Veterinärmedizin (veterinary science) an das Massachusetts Agricultural College (heute University of Massachusetts Amherst).
Clark galt als führender Mikroskopeur und herausragender Zeichner und konnte gemeinsam mit Charles A. Spencer verschiedene Verbesserungen der Mikroskope erreichen. Er veröffentlichte wissenschaftlich unter anderem zu Protozoen, Radiata, Infusorien, Monaden (Monas) und Schwämmen und war wegweisend in der Abgrenzung dieser Lebewesen untereinander und in ihrer Zuordnung in die verschiedenen biologischen Reiche. 1856 wurde Clark in die American Academy of Arts and Sciences gewählt, 1872 in die National Academy of Sciences.
Clark war seit 1854 mit Mary Young Holbrook verheiratet. Henry James Clark starb 1873 im Alter von 47 Jahren an den Folgen einer Organtuberkulose. Sieben seiner Kinder überlebten ihn. Sein Grab befindet sich auf dem West Cemetery in Amherst, Massachusetts.